# Carretera de Chott el Djerid

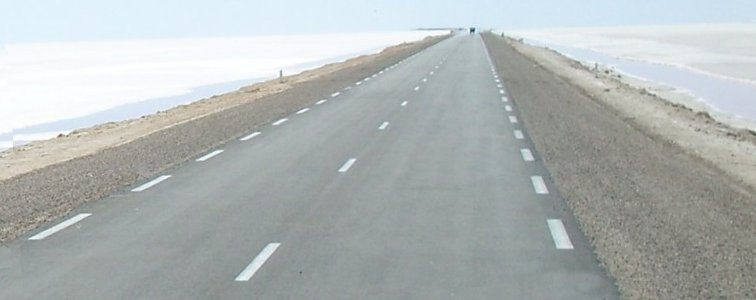
La carretera entre dos parts del llac

La carretera de Chott el Djerid és una carreta nacional (P16 o GP16) que uneix Tozeur amb Kébili a la part que creua el Chott El Djerid. Des de Tozeur el darrer lloc abans d'entrar al chott és Cedada Ouled Majed (a tocar de El Mhasen, 2 km a l'oest, on generalment es fan les parades tècniques) i després segueixen uns 43 km de carretera completament recta per un paisatge dessolat d'arena i sal a ambdós costats, sense vegetació ni població, fins a Edabbacha, la primera vila que es troba al sortir, que és al nord-oest de Kébili. Aquesta carretera fou construïda per l'exèrcit tunisià